# Павловка (Двуречанский район)
Павловка (укр. Павлівка) — село,
Николаевский сельский совет,
Двуречанский район,
Харьковская область, Украина.
Код КОАТУУ — 6321883004. Население по переписи 2001 года составляет 12 (5/7 м/ж) человек.

## Географическое положение
Село Павловка находится в 3-х км от реки Оскол (левый берег), примыкает к селу Неждановка, между рекой и селом большой лесной массив (сосна), вокруг села много заболоченых озёр, в том числе озеро Новоселовское, рядом проходит железная дорога, ближайшие станции Неждановская и Лиманская.

## История
- 1790 — дата основания.